# Val d'Isère
Val d'Isère er en kommune, by og et vintersportssted i Tarentaise-dalen (hvor Isère-floden løber igennem) i Savoie-departmentet (Auvergne-Rhône-Alpesregionen) i det sydøstlige Frankrig. Kommunens areal er 94,39 km² og der er 1.572(2022) indbyggere. Kommunen grænser op til Vanoise nationalpark fra 1963. Nærmeste større by er Bourg-Saint-Maurice. Hovedbyen i Savoie departementet hedder Chambéry.
Der er 33.000 sengepladser til turister i Val d'Isère. Byen ligger i omtrent 1.850 m.o.h. fem kilometer fra grænsen til Italien. For enden af Tarentaise-dalen ved Val d'Isère fortsætter landevejen D902 i nogle få sommermåneder over passet Col de l'Iseran. Passet på 2.764 m.o.h. er det højeste pas, hvor der er ført asfaltvej i Alperne. Om vinteren er passet en del af skiområdet Val d'Isère. Vejen åbner typisk først i juni. Bjergvejen over passet går til Maurienne-dalen ved byen Bonneval sur-Arc.
Isere floden har sit udspring i terrænet over Val d'Isère, hvor smeltevand fra gletsjeren ved navn Sources de l'Isère udgør flodens udspring.

## Skiområdet - Val d'Isère
Vintersportsstedet Val d'Isère og Tignes udgør tilsammen et storområde tidligere navngivet Espace Killy (fransk: L'Espace Killy), navngivet efter den tredobbelte olympiske mester i 1968 Jean-Claude Killy, som er opvokset i Val d'Isère. Navnet betyder Killys Område. I 2015 blev det besluttet at omdøbe Espace Killy til Val d'Isère - Tignes.
Den første lift i Val d'Isère blev konstrueret og taget i brug i 1936 på bjerget Solaise. I maj 1939 blev en kabinelift "Telepherique de Solaise" påbegyndt konstrueret. Liftselskabet blev grundlagt som selskab i 1938. I januar 1988 åbnede et tog (kabelbane) til transport af skiløbere. Den såkaldte "La Daille Funival" skilift. Toget var den første af sin slags opført i Frankrig. "Funival" er et ordspil af funiculaire (fransk for kabelbane) og Val d'Isére. Hvert tog har en kapacitet på 220 personer. De oprindelige tog var til 272 personer. Nye sikkerhedskrav fra 2003 betød bl.a. nye mere sikre tog med mindre kapacitet.
Under Vinter-OL 1992 i Albertville var Val d'Isère vært for mændenes konkurrencer i alpint skiløb (undtagen slalom som foregik i Les Menuires). Styrtløbet ved OL foregik på Face de Bellevarde, som er en offentlig skipiste ned til Val d'Isère by. Konkurrencen i storslalom og konkurrencen i disciplinen Super G blev også afviklet på Face.
Val d'Isère er jævnligt vært for World Cup'en i alpint skiløb, de fleste gange mændenes, men i december 2009 også kvindernes. Terrænet er det eneste sted i nyere tid (per 2018), hvor både Vinter-OL, VM og World Cup har været afviklet.

## Galleri
- Val D'isère by night
- Tog fra Val d'Isere-dalen til transport af skiløbere
- Svævebanen til Col de l'Iseran
- Bygninger på hovedgaden med deres karakteristiske søjler
- Skipisten La face de Bellevarde set fra Val d'Isère
- Syd indkørslen til Val-d'Isère fra Iseran passet

## Tour de France i Val d'Isere
I 1963 var byen startby for en etape i Tour de France til Chamonix. Og målby dagen før samme år for en etape fra Grenoble til Val d'Isere.
I 1996 var Val d'Isere målby for en enkeltstartsetape. Strækningen Bourg-Saint-Maurice til Val d'Isère blev anvendt som en 30,5 kilometer bjergenkeltstart. Bjarne Riis blev nummer to på etapen.
Næste dag skulle 9. etape gå fra Val d'Isere over 196 kilometer til Sestriere via passet Col de l'Iseran og via Maurienne-dalen til Col du Galibier. Etapen blev på grund af dårligt vejr forkortet og sat i gang i byen Le Monetier-les-Bains 46 kilometer fra Sestriere. Bjarne Riis vandt etapen.
I 2007 var byen startby for en bjergetape, der gik over passet Col de l'Iseran og videre over Col du Galibier til målbyen Briancon.